# 科迪 (懷俄明州)
科迪（Cody）是美国怀俄明州帕克县的一个城市，该城市以创建参与者威廉·弗雷德里克·科迪的名字命名，在美国2010年人口普查时，全市人口共有9520人。
该城市是帕克县的县治，有黄石支线机场。

## 地理
科迪位于44°31′24″N 109°3′26″W。
根据美国人口调查局的数据，全市面积为9.5平方英里（24.7 km²），其中9.3平方英里（24.0 km²）是陆地，0.2平方英里（0.6 km²）是水域，约占总面积的2.52%。
科迪的海拔约为1500米（5016英尺），城市落差约为18米。

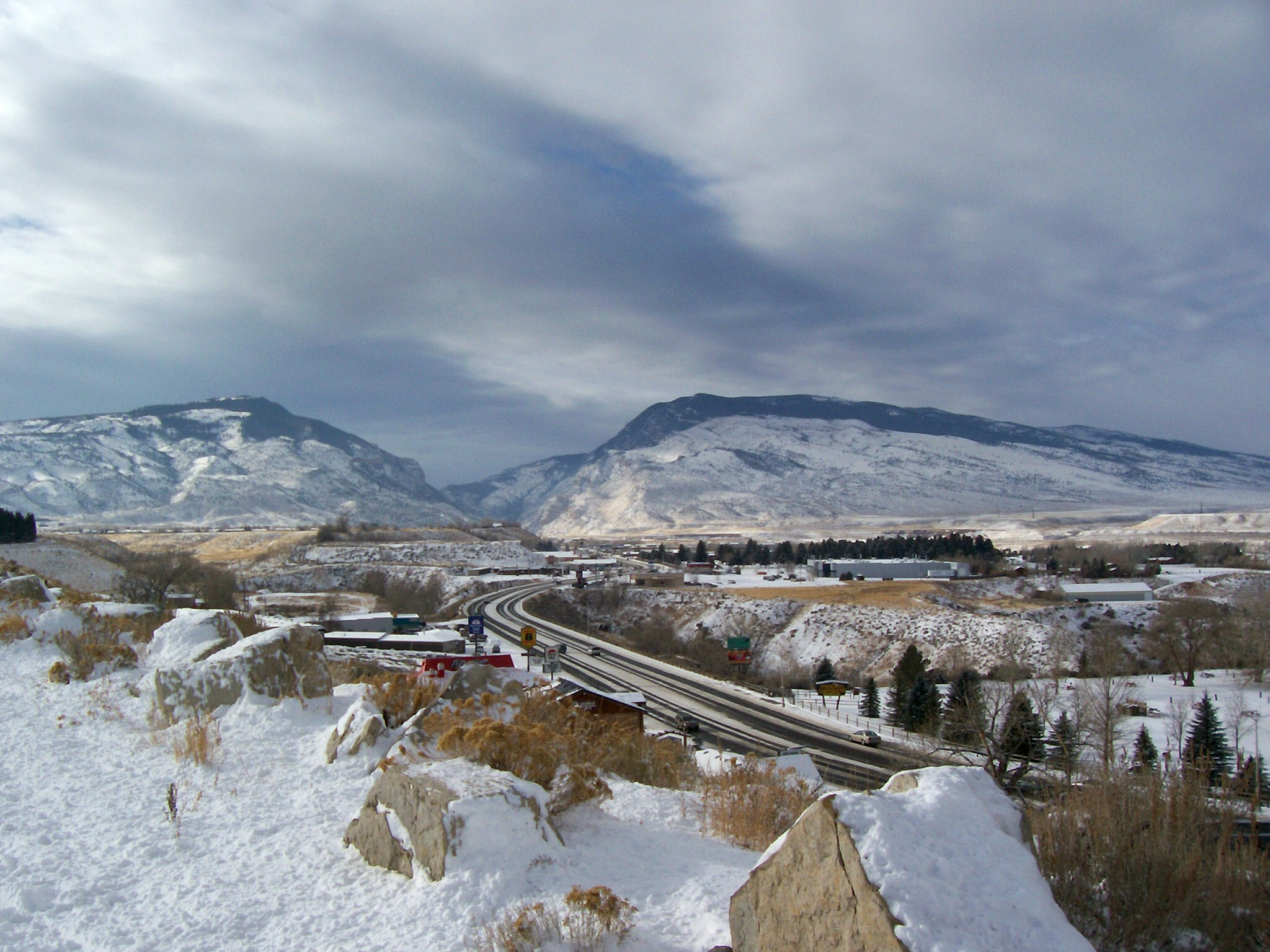
科迪附近

## 产业
科迪最大的产业是旅游业，包括酒店、餐厅以及其他为来黄石国家公园参观的游客服务的行业。科迪还有几个画廊聚集着一批艺术家和画家。另一个行业是家具业，生产小型的家居装饰品。
而科迪的石油工业却日益衰败。

## 人口统计
| 调查年 | 人口  | 备注 | %±    |
| ------ | ----- | ---- | ----- |
| 1910   | 1,132 |      | —     |
| 1920   | 1,242 |      | 9.7%  |
| 1930   | 1,800 |      | 44.9% |
| 1940   | 2,536 |      | 40.9% |
| 1950   | 3,872 |      | 52.7% |
| 1960   | 4,838 |      | 24.9% |
| 1970   | 5,161 |      | 6.7%  |
| 1980   | 6,599 |      | 27.9% |
| 1990   | 7,897 |      | 19.7% |
| 2000   | 8,835 |      | 11.9% |
| 2010   | 9,520 |      | 7.8%  |
| [ 1 ]  |       |      |       |

截至2000年的人口普查，全市共有8835居民，3791户和2403个家庭。人口密度是952.3人每平方英里(367.6/km2)。该市4113个住房单位平均密度为443.3个每平方英里(171.1/km2)。全市人口96.90%是白种人，0.10%是非洲裔美国人，0.42%是美国土著，0.58%是亚裔，0.05%是太平洋岛民，0.85%来自其他种族，还有1.11%是混血。西班牙裔和拉丁美洲裔分别占总人口的2.22%。
全市3791户的29.0%有18岁以下的孩子和他们居住，50.7%户是已经结婚的，9.5%户已婚丧夫的家庭，还有36.6%户是非家庭。3791户的32.2%由个人组成，12.4%户居住着65岁及以上的独居老人。平均每户有2.27人，每个家庭2.86人。
全市18岁以下的少年儿童及青少年占总人口的24.8%，7.2%的人口居于18岁到24岁之间，26.4%的人口居于25岁到44岁之间，24.9%的人口居于45岁到64岁之间，还有25.3%的人口是65岁以上的老年人。人口年龄的中位数是40岁，平均每100个女性对应90.9个男性。18岁以上的每100个女性对应88.1个男性。